# Bill Skate
Bill Skate, född 1953, död 3 januari 2006, var Papua Nya Guineas premiärminister från 22 juli 1997 till 14 juli 1999 samt som generalguvernör från 21 november 2003 till 28 maj 2004.